# خرمال تكساني
خرمال تكساني (الاسم العلمي: Diospyros texana) هو نوع من النباتات يتبع جنس الخرمال من الفصيلة الأبنوسية.